# Nischni Kuranach
Nischni Kuranach (russisch Ни́жний Курана́х; jakutisch Аллараа Кураанах) ist eine Siedlung städtischen Typs in der Republik Sacha (Jakutien) in Russland mit 5901 Einwohnern (Stand 14. Oktober 2010).

## Geographie
Der Ort liegt etwa 425 km Luftlinie südsüdwestlich der Republikhauptstadt Jakutsk im nördlichen Teil des Aldanhochlandes. Er befindet sich am Flüsschen Bolschoi Kuranach (Großer Kuranach), das wenige Kilometer nördlich in den Seligdar mündet; dieser wiederum fließt etwa 25 km nördlich dem Aldan zu.
Nischni Kuranach gehört zum Rajon Aldanski und befindet sich 25 km nordnordöstlich von dessen Verwaltungszentrum, der Stadt Aldan. Die Siedlung ist Sitz der Stadtgemeinde (gorodskoje posselenije) Possjolok Nischni Kuranach, zu der außerdem die Dörfer Jakokit (20 km nordöstlich) und Werchni Kuranach (7 km südlich) gehören.

## Geschichte
Die Siedlung wurde 1947 im Zusammenhang mit der Erschließung von Goldvorkommen entlang der Flussläufe in der Umgebung gegründet. Seit 1950 besitzt Nischni Kuranach den Status einer Siedlung städtischen Typs. Der Ortsname bedeutet Unterer Kuranach in Bezug auf den Fluss, in Abgrenzung zum Dorf Werchni Kuranach, Oberer Kuranach; die Bezeichnung Kuranach selbst ist ewenkischen Ursprungs und steht für „trockene (wasserarme) Quelle“.

### Bevölkerungsentwicklung
| Jahr | Einwohner |
| ---- | --------- |
| 1959 | 4915      |
| 1970 | 6402      |
| 1979 | 6274      |
| 1989 | 8190      |
| 2002 | 7027      |
| 2010 | 5901      |

Anmerkung: Volkszählungsdaten

## Verkehr
Südöstlich wird Nischni Kuranach von der Fernstraße A360 Lena von Newer nach Nischni Bestjach bei Jakutsk umgangen (bisher M56, Nummer noch bis 2017 alternativ in Gebrauch).
Südlich außerhalb der Siedlung befindet sich bei Streckenkilometer 326 (ab Berkakit) auch der Bahnhof Kuranach der Amur-Jakutischen Magistrale (AJaM), die die Transsibirische Eisenbahn und die Baikal-Amur-Magistrale (BAM) mit der jakutischen Hauptstadt verbindet. Die 2013 durchgängig eröffnete Strecke hatte Nischni Kuranach bereits Mitte der 1990er-Jahre erreicht.